# Portafoglio (contenitore)

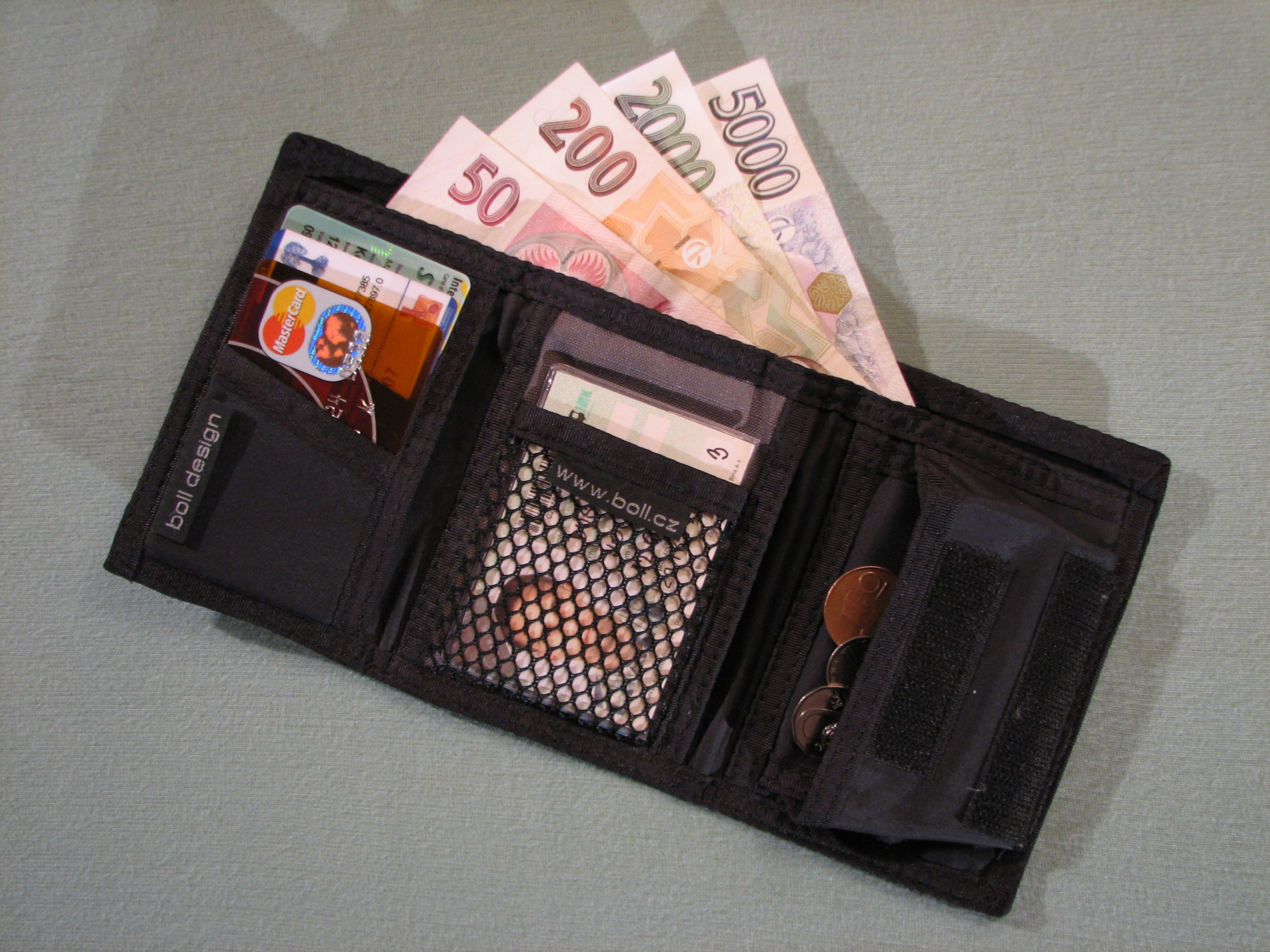
Un portafoglio

Il portafoglio (o portafogli) è una custodia, generalmente richiudibile a libro e dotata di varie tasche, destinata a contenere denaro e documenti di vario genere.

## Storia

### Antichità
Molto prima dell'introduzione del portafoglio, esistevano delle sacche utilizzate per contenere e trasportare denaro, viveri, oltre a oggetti di valore e da non esporre pubblicamente (i portamonete). A tale riguardo, il classicista A.Y. Campbell affermò che i portamonete «era la dispensa portatile del pover'uomo; o, povertà a parte, era una cosa che si riforniva di provviste».
La prima di queste venne rinvenuta accanto alla Mummia del Similaun ed è risalente al 3.300 a.C. circa. Era una primitiva sacca usata come contenitore di cibo che permetteva la caccia a mani libere.

### Rinascimento

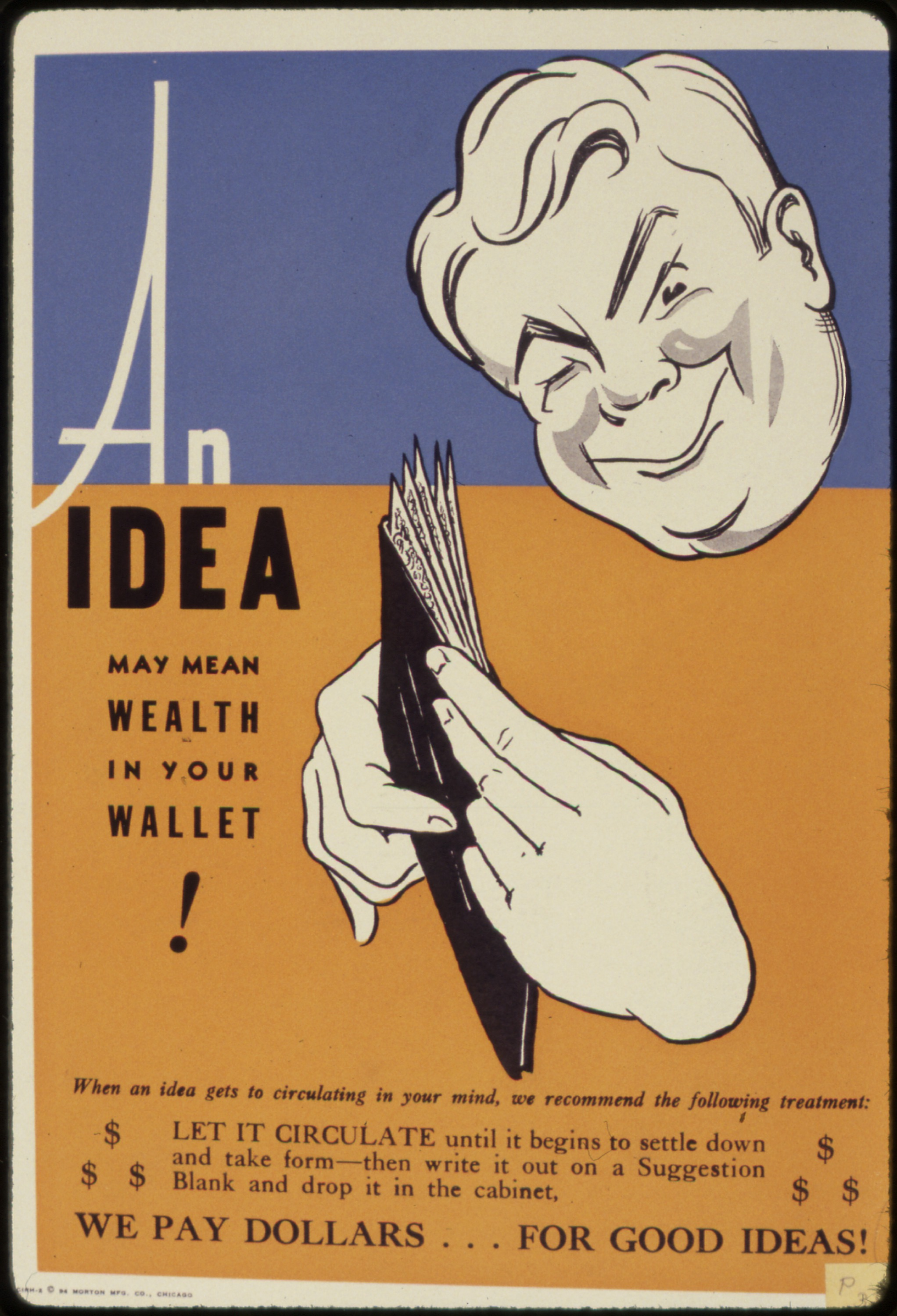
Poster che pubblicizza un portafoglio.

I primi contenitori portamonete simili nell'aspetto ai moderni portafogli comparvero in Italia durante il Rinascimento.
Nel raccontare la vita del mercante elisabettiano John Frampton, Lawrence C. Wroth descrive il mercante come «un giovane inglese di venticinque anni, vestito decentemente, (...) che indossa una spada e porta fissato alla cintura qualcosa che chiamava 'bowgett' (o budget), cioè una borsa di pelle in cui portava i suoi contanti, il suo libro dei conti e piccoli oggetti di necessità quotidiana».

### Diciannovesimo secolo
I portafogli originariamente erano usati dai primi industriali negli USA. Nell'America del diciannovesimo secolo era considerato "semi-civile" portare il portafoglio alla cintura; per contro, era ritenuto incivile metterlo in tasca.
In Spagna, un portafoglio era una custodia per i parafernalia: «Ogni uomo portava un piccolo fascio di carta bianca oltre a un piccolo portafoglio di pelle che conteneva una selce e acciaio insieme a una piccola quantità di cosiddetta yesca, essendo una fibra vegetale essiccata che si accende istantaneamente.»

## Descrizione
Oltre che per contenere banconote il portafoglio viene in genere utilizzato anche per custodire carte di credito, biglietti da visita, libretti di assegni, documenti di identità ed ha spesso scomparti appositamente creati per alcune di queste categorie di oggetti. I modelli da uomo vengono di solito portati in una tasca della giacca oppure in quella posteriore dei pantaloni, mentre i modelli femminili sono spesso custoditi dalle proprietarie nella borsetta.
Alcuni portafogli, in particolare in Europa dove prevalgono monete di valore maggiore, contengono uno scomparto portamonete. Alcuni portafogli hanno fermagli o cinturini integrati per tenerli chiusi. Poiché le banconote europee, come l'Euro, sono in genere più grandi delle banconote americane, non si adattano ad alcuni portafogli americani più piccoli. I portafogli sono solitamente progettati per contenere banconote, carte di credito e stare in una tasca o in una borsetta. I piccoli astucci per il fissaggio di banconote che non hanno spazio per carte di credito o carte d'identità possono essere classificati come fermasoldi: ciò può essere utilizzato anche per descrivere piccoli astucci progettati per contenere solo le carte ISO/IEC 7810. I portafogli più comuni sono:

### Materiali

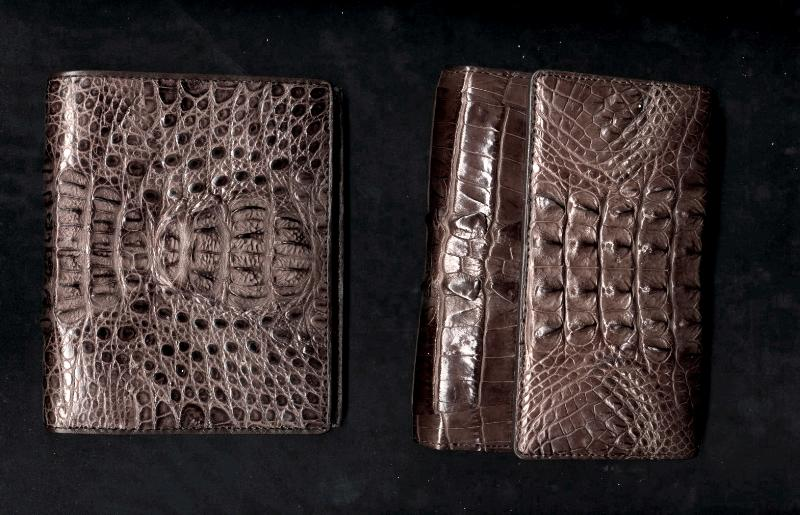
Modello in pelle di coccodrillo (Thailandia)

Tra i materiali utilizzati per la produzione di portafogli uno dei più diffusi è la pelle conciata e modellata poi a pressione su stampi caldi. Possono comunque anche essere realizzati in vari altri materiali, spesso di origine sintetica.

## Nella moda
I portafogli sono considerati accessori dell'alta moda.
La maggior parte dei principali designer offre collezioni di portafogli stagionali e perenni in pelle nera e marrone. I principali rivenditori vendono anche un'ampia selezione di portafogli da uomo, inclusi portafogli di marca e di nome. I portafogli di marca possono includere loghi o altri simboli per identificare il marchio del produttore.

## Nella cultura
Il termine portafoglio è anche usato sineddoticamente per riferirsi al budget personale complessivo di un individuo. Una delle definizioni di "sineddoche", di Sasse, utilizza un riferimento di portafoglio come esempio del significato del termine ("un discorso abbreviato in cui viene menzionato il vaso che lo contiene al posto del suo contenuto").  Un portafoglio è usato anche come esempio in una definizione del relativo espediente retorico della metonimia ("usare un oggetto fisico vagamente suggestivo per incarnare un'idea più generale"): "Se non possiamo colpire al cuore i trasgressori, colpiamoli nel portafoglio".

## Galleria d'immagini

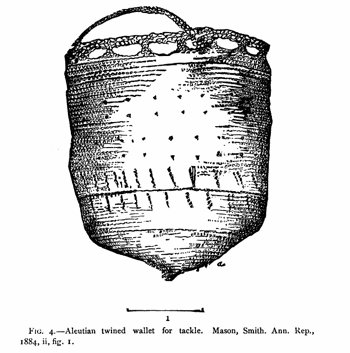
Portafoglio delle Aleutine per il trasporto di attrezzatura.
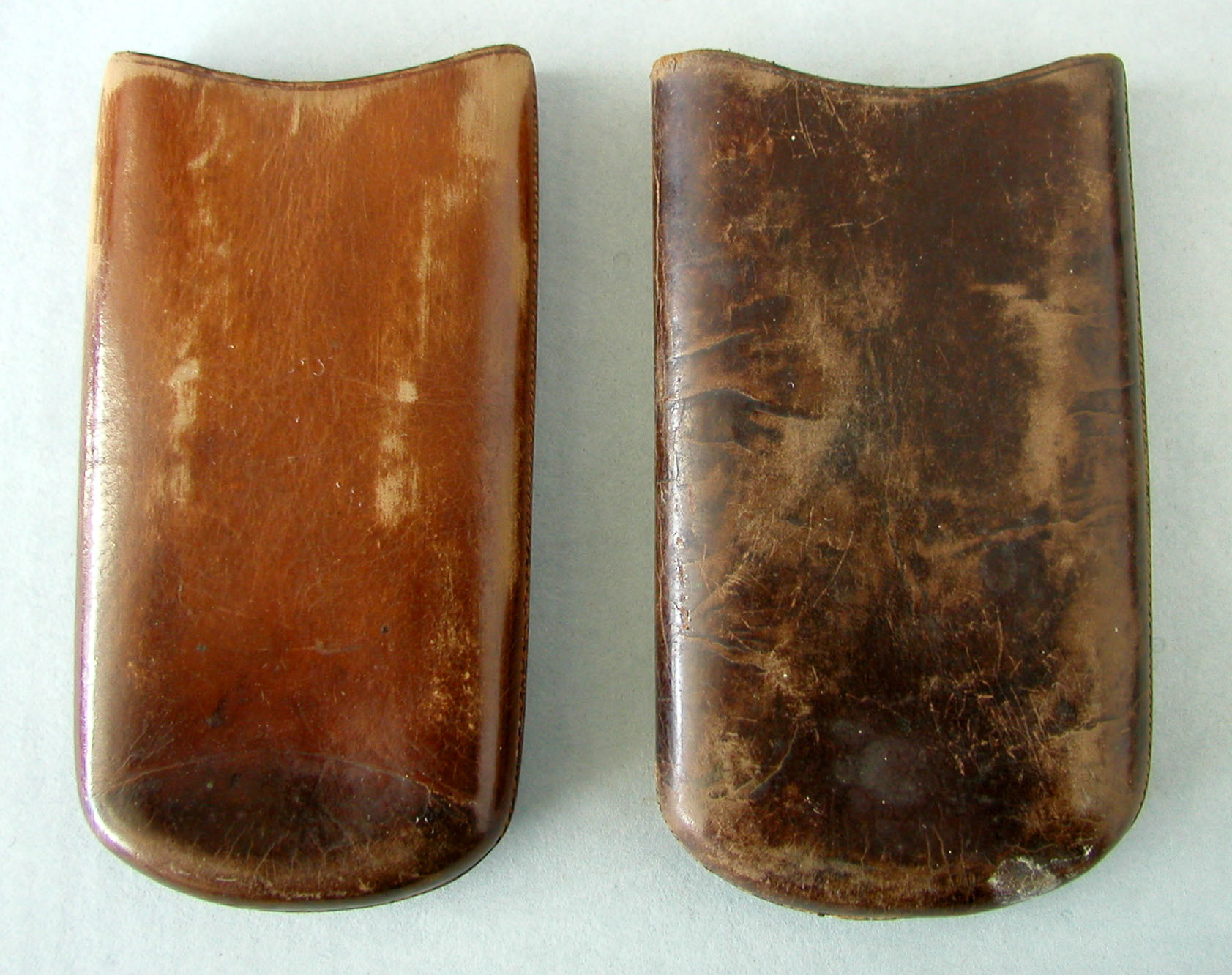
Un portafoglio della metà del XIX secolo in pelle.
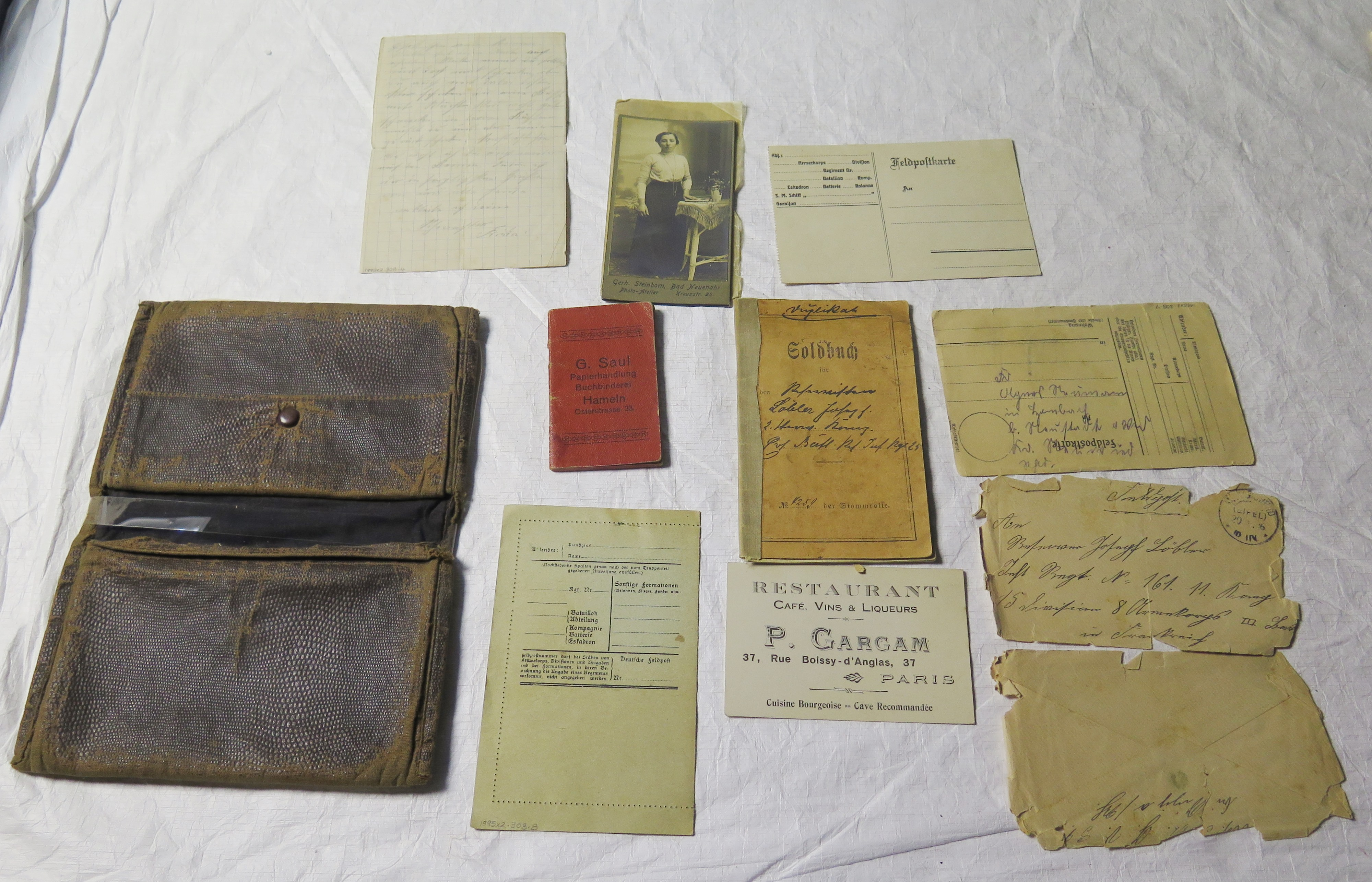
Un portafoglio della prima guerra mondiale e il suo contenuto.
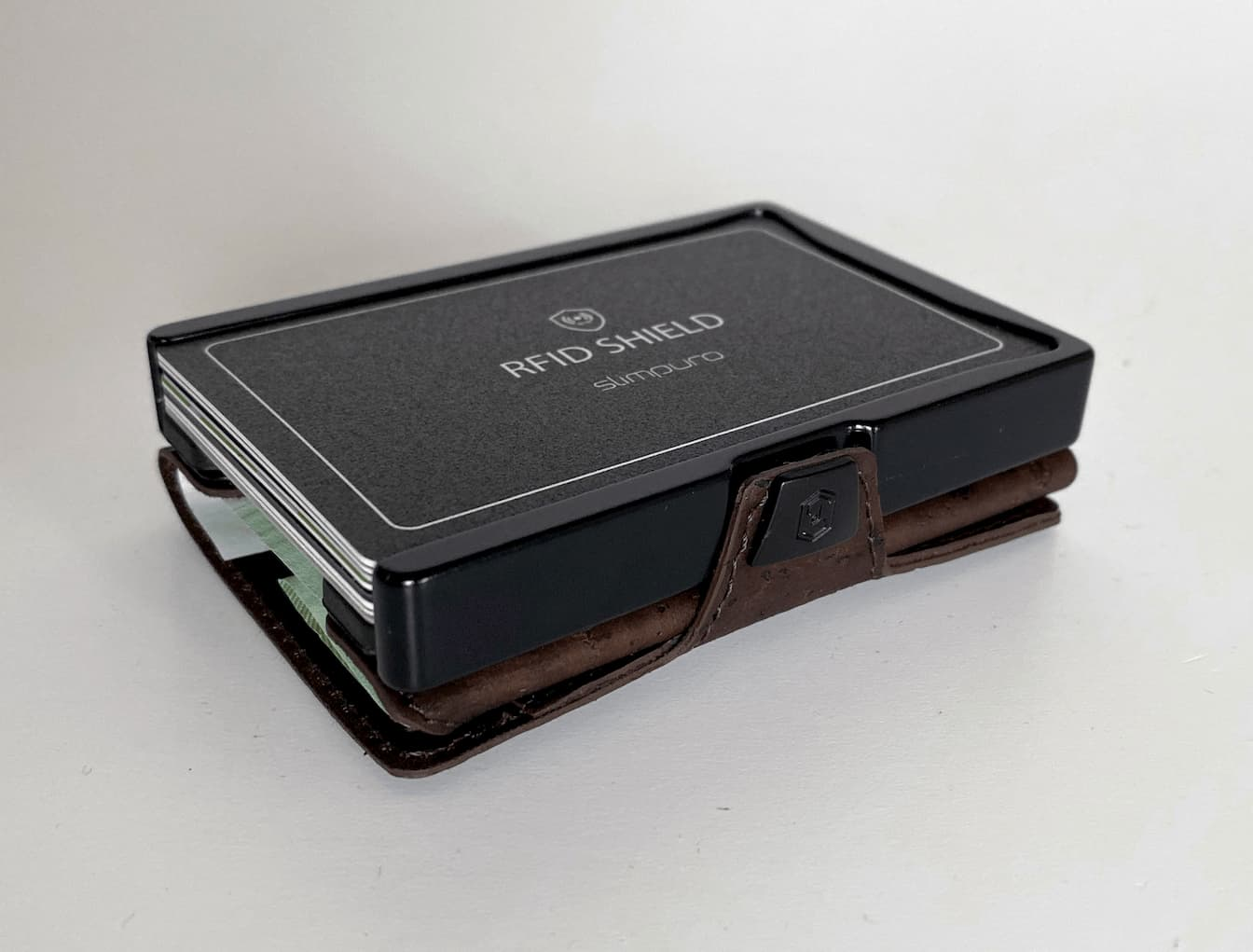
Un portafoglio sottile con blocco del segnale RFID